# Kalámi (Héraklion)
Kalámi, en grec moderne : Καλάμι, est un village du dème de Viánnos, en Crète, en Grèce. Selon le recensement de 2011, la population de Kalámi compte 8 habitants. Le village est situé à une altitude de 480 m et à une distance de 78 km de Héraklion.